# 韩雍
韓雍（1422年—1478年），字永熙，南直隸蘇州府長洲縣人，順天府宛平縣（今北京市）籍。明朝政治人物。

## 生平
正統六年（1441年）順天鄉試第五十九名舉人，正統七年（1442年）聯捷壬戌科進士，授監察御史，出巡河道，後巡按江西。景泰二年（1451年），升廣東副使。景泰三年（1452年），經華蓋殿大學士陳循推薦，任右僉都御史，代楊寧巡撫江西。重建滕王閣，“堂高逾二十尺，而樓又逾其半，宏深富麗”。又彈劾寧王朱奠培不法之事，得罪寧王府。天順元年（1457年），撤銷天下巡撫，改任山西副使。朱奠培因前事懷恨在心，趁機彈劾，被下獄奪官。後起用為大理寺少卿，不久復任右僉都御史，輔佐左都御史寇深理都察院事。天順四年（1460年），以右僉都御史巡撫宣府、大同。天順七年（1463年），入覲議事，留用為兵部右侍郎。
明憲宗即位，受翰林院侍讀學士錢溥連累，貶為浙江左參政。成化元年（1465年）正月，因廣西大藤峡（广西桂平市西北约8公里的黔江下游）瑶、僮各族動亂，兵部尚书王竑力荐韩雍为左佥都御史，赞理军务，與赵辅等率军16万前往镇压，多所杀伐。五月，叛军杀泷水主簿陈衍。十一月，明军长驱至大藤峡口，叛军近7000人被杀，擒杀叛军首领侯大苟，改地名为断藤峡，韩雍任两广总督，驻梧州。最終因下屬及同僚攻訐致仕。兩廣人念其功績，立祠祭祀。家居五年後卒，享年五十七歲。正德年間，追諡襄毅。

## 著作
著有《襄毅文集》。